# Grégoire Leprince-Ringuet
Grégoire Leprince-Ringuet (4 de dezembro de 1987) é um ator francês.

## Biografia
Grégoire Leprince-Ringuet é natural da Normandia e vive atualmente em Paris.
De 1998 a 2002 foi membro do coro infantil da Ópera de Paris, às vezes como solista, em encenações de Patrice Chéreau (Wozzeck), Mireille Larroche (Le Petit Ramoneur) e Michèle Broca (La Flûte enchantée).
Em 2002, completou a formação na escola de teatro Enfants de la comédie, em Sèvres. No ano seguinte, André Téchiné oferece-lhe o seu primeiro papel no cinema, o de Philippe em Les Égarés — pelo qual foi nomeado ao César.
De 2003 a 2005 foi estudante no Collège de Juilly. Esteve dois no curso de teatro de Yves Marcon, entrando assim na companhia de teatro da sua escola, com a qual interpreta as seguintes peças: Une demande en mariage de Anton Tchekhov, L'Atelier de Jean-Claude Grumberg e Théâtre sans animaux de Jean-Michel Ribes.
Logo depois atuou em vários filmes, entre eles Les Chansons d'amour, La Belle Personne (ambos de Christophe Honoré) e L'Armée du crime (de Robert Guédiguian).
Em 2010, competiu no Festival de Cannes com duas interpretações, uma no filme de Bertrand Tavernier, La Princesse de Montpensier, e outra no filme de Gilles Marchand, L'Autre Monde.

## Filmografia

### Cinema
| Ano  | Título original             | Título no Brasil         | Título em Portugal           | Papel                   | Realização         |
| ---- | --------------------------- | ------------------------ | ---------------------------- | ----------------------- | ------------------ |
| 2003 | Les Égarés                  | Anjo da Guerra           | Os Fugitivos                 | Philippe                | André Téchiné      |
| 2005 | Familles à vendre           |                          |                              | Marc-Yves               | Pavel Lounguine    |
| 2006 | Selon Charlie               |                          | Aos Olhos de Charlie         | Thierry                 | Nicole Garcia      |
| 2007 | Les Chansons d'amour        | Canções de Amor          | As Canções de Amor           | Erwann                  | Christophe Honoré  |
| 2007 | Voleurs de chevaux          |                          |                              | Vladimir                | Micha Wald         |
| 2007 | La Vie d'artiste            |                          |                              | Frédéric                | Marc Fitoussi      |
| 2008 | La Belle Personne           | A Bela Junie             | A Bela Junie                 | Otto                    | Christophe Honoré  |
| 2008 | Réfractaire                 |                          |                              | François                | Nicolas Steil      |
| 2009 | L'Armée du crime            |                          | O Exército do Crime          | Thomas                  | Robert Guédiguian  |
| 2010 | L'Autre Monde               |                          | Black Heaven - O Outro Mundo | Gaspard                 | Gilles Marchand    |
| 2010 | Djinns                      |                          |                              | Michel                  | Sandra Martin      |
| 2010 | La Princesse de Montpensier |                          | A Princesa de Montpensier    | príncipe de Montpensier | Bertrand Tavernier |
| 2011 | Les Neiges du Kilimandjaro  | As Neves do Kilimandjaro | As Neves de Kilimanjaro      | Christophe              | Robert Guédiguian  |
| 2012 | Le noir vous va si bien     |                          |                              | Richard                 | Jacques Bral       |

### Curtas-metragens
| Ano  | Título original  | Papel           | Realização                 |
| ---- | ---------------- | --------------- | -------------------------- |
| 2002 | Déshabillez-moi  | papel principal | Jason Saltiel e Nuno Pirès |
| 2005 | Le plat à gratin | Laurent         | Rodolphe Tissot            |
| 2007 | Folles d'Adam    | Adam            | Samuel Bodin               |
| 2010 | L'Accordeur      | Adrien          | Olivier Treiner            |

### Televisão
| Ano  | Título original       | Papel         | Realização        | Notas     |
| ---- | --------------------- | ------------- | ----------------- | --------- |
| 2005 | Le Frangin d'Amérique | Antoine       | Jacques Fansten   | telefilme |
| 2005 | Frappes interdites    | Kevinde       | Bernard Malaterre | telefilme |
| 2007 | La vie sera belle     | Lucien Laclos | Edwin Baily       | telefilme |
| 2011 | Roses à crédit        | Daniel        | Amos Gitaï        | telefilme |

## Teatro
- 2003: Une demande en mariage (no papel de Lomov) de Anton Tchekhov e encenado por Yves Marcon
- 2004: L'atelier (no papel de Léon) de Jean-Claude Grumberg e encenado por Yves Marcon
- 2005: Au plus far du West (no papel de cineasta) criado e encenado por Yves Marcon
- 2006-2007: Théâtre sans animaux (papéis múltiplos) de Jean-Michel Ribes e encenado por Yves Marcon

## Prémios e nomeações
César (França)
| Ano  | Categoria                      | Filme                       | Resultado |
| ---- | ------------------------------ | --------------------------- | --------- |
| 2004 | César de melhor ator revelação | Les Égarés                  | Indicado  |
| 2008 | César de melhor ator revelação | Les Chansons d'amour        | Indicado  |
| 2009 | César de melhor ator revelação | La Belle Personne           | Indicado  |
| 2011 | César de melhor ator revelação | La Princesse de Montpensier | Indicado  |